# Mamă și fiică (film din 1998)
Mamă și fiică (în engleză One True Thing) este un film american din 1998, regizat de Carl Franklin. El relatează povestea unei femei care este obligată să renunțe la viața ei personală pentru a avea grijă de mama ei, grav bolnavă de cancer. Scenariul a fost adaptat de Karen Croner după romanul Annei Quindlen. Rolurile principale sunt interpretate de Meryl Streep, Renée Zellweger, William Hurt și Tom Everett Scott. Bette Midler cântă piesa principală, "My One True Friend", în cursul genericului de final. Piesa a fost lansată inițial pe albumul lui Midler din 1998 Bathhouse Betty. Filmările au fost realizate la Morristown, New Jersey, Maplewood, New Jersey, precum și la Universitatea Princeton.

## Rezumat
Ellen Gulden are o slujbă foarte presantă de jurnalist la revista New York. La începutul filmului, ea merge în vizită la casa familiei sale pentru petrecerea surpriză de ziua de naștere a tatălui ei. Devine evident faptul că ea îl admiră profund pe tatăl ei, George, un romancier și profesor de colegiu, dar are un dispreț abia reținut față de mama ei, Kate, și de viața domestică pe care o duce. Atunci când se află că Kate are cancer, George o presează pe Ellen să vină acasă și să aibă grijă de mama ei. Ellen este luată prin surprindere de această cerere, știind că i-ar putea pune în pericol cariera și relația de dragoste, dar în cele din urmă este de acord, cedând în fața apelurilor tatălui ei.
În timp ce Ellen își ajută mama la treburile domestice fără ca tatăl ei să renunțe la treburile sale obișnuite, fără a fi de mare ajutor, Ellen începe să-și revizuiască opiniile față de părinții ei. Ea își dă seama că ea și-a disprețuit mereu mama și și-a idealizat tatăl, în ciuda concentrării sale asupra carierei și - ea descoperă - obiceiul lui vechi de a avea relații cu studentele sale de sex feminin.
Ellen încearcă să găsească un loc pentru ea în viața părinților ei, în timp ce luptă pentru a-și serviciul scriind ca jurnalist independent și a-și menține relația cu prietenul ei din New York. În timp, Ellen devine mai apropiată de mama ei și află mai multe despre căsnicia părinților ei, dându-și seama că mama ei a știut tot timpul de relațiile sentimentale ale tatălui ei. Ellen, de asemenea, află că zilele tatălui ei au devenit nopți singuratice în care consumă alcool la un bar local pentru a uita de durerea sufletească de a nu avea succes sau de nereușită a finalizării romanelor scrise. George recunoaște în fața lui Ellen că motivul pentru care el a iubit-o pe Kate a fost că ea a fost plină de lumină strălucitoare, iar el nu putea suporta gândul de a pierde lumina ei.
În timp ce mama ei este pe moarte, Ellen îi spune că ea o iubește, iar Kate i-a spus că ea a știut întotdeauna acest lucru.
După moartea lui Kate, autopsia dezvăluie faptul că Kate murise de fapt în urma unei supradoze de morfină, iar un procuror districtual îi pune câteva întrebări lui Ellen despre moartea mamei sale. Scene din acest interviu sunt intercalate pe parcursul filmului și scot la iveală suspiciunea că Ellen a ajutat la sinuciderea mamei sale. În scena de final, la mormântul lui Kate, Ellen afirmă că și-a găsit un nou loc de muncă la ziarul Village Voice din New York. Ea plantează narcise, atunci când îl vede pe tatăl ei apropiindu-se, aceasta fiind prima lor întâlnire de la înmormântare. George îi spune lui Ellen că ea a fost foarte curajoasă când a făcut ceea ce a făcut și ea pare nedumerit până când își dă seama că George crede că ea i-a dat mamei sale io supradoză fatală de morfină. Ellen răspunde că ea a crezut că tatăl a fost complicele. Amândoi își dau seama că Kate s-a sinucis.
George vorbește cu Ellen despre cât de mult a iubit-o el pe Kate, considerând-o muza lui, "singurul lui lucru adevărat". În scena de final, Ellen îi explică tatălui ei cum să planteze bulbii de narcisă și el o ajută, prefigurând, se pare, reconcilierea lor bazată pe aprecierea reciprocă așteptată de mult timp de Kate.

## Distribuție
- Meryl Streep – Kate Gulden
- Renée Zellweger – Ellen Gulden
- William Hurt – George Gulden
- Tom Everett Scott – Brian Gulden
- Lauren Graham – Jules
- Nicky Katt – Jordan Belzer
- James Eckhouse – procurorul districtual

## Recepție
Meryl Streep a fost nominalizată la Premiul Oscar pentru cea mai bună actriță pentru interpretarea sa din film, dar a pierdut în fața lui Gwyneth Paltrow pentru rolul din Shakespeare in Love. De asemenea, ea a fost nominalizată și la Premiul Globul de Aur pentru cea mai bună actriță (dramă). Filmul a primit recenzii majoritar favorabile din partea criticilor; el are un rating de 89% fresh pe situl Rotten Tomatoes. Pe situl similar Metacritic are 63 de puncte din 100, semnificând "recenzii în general favorabile". Todd McCarthy de la Variety l-a numit "scris cu sensibilitate, regizat cu fluiditate și interpretat în mod expert". Roger Ebert, comentând filmul pentru Chicago Sun-Times, lăudându-l pentru că s-a ridicat prin măiestrie pură deasupra nivelului de telenovelă. El a acordat filmului trei stele din patru.
Mick LaSalle a declarat în San Francisco Chronicle următoarele: "După "Mamă și fiică", criticii care persistă în ficțiunea că Streep este o actriță rece și tehnică vor trebui să-și examineze opiniile. Ea este atât de instinctivă și de naturală (...) că este în măsură să ne interpreteze o femeie care este dintr-o dată idiosincratică și extrem de credibilă." Criticul Kenneth Turan de la Los Angeles Times a remarcat că Streep "adaugă un nivel de onestitate și de realitate, care face [interpretarea ei] una dintre cele mai emoționante." Printre cele câteva comentarii negative, Andrew O'Hehir de la Salon.com s-a plâns de faptul că filmul "nu are în realitate nici o intrigă" și l-a găsit pe regizorul Carl Franklin incapabil de a se conecta în mod corespunzător cu actorii.